# Harold Farberman
Harold Farberman est un chef d'orchestre et compositeur américain né le 2 novembre 1929 à New York et mort le 24 novembre 2018.

## Biographie
Harold Farberman naît le 2 novembre 1929 à New York,.
Il étudie à la Juilliard School de New York et au New England Conservatory de Boston avant de faire d'abord carrière comme percussionniste, à l'Orchestre symphonique de Boston entre 1951 et 1963, puis de se tourner vers la direction d'orchestre,.
Entre 1971 et 1979, Harold Farberman dirige l'Orchestre symphonique d'Oakland,.
En 1972, il reçoit une bourse de l'Institut national des arts et des lettres en reconnaissance de ses recherches et de ses enregistrements de la musique de Charles Ives.
En 1975, il fonde l'American Conductors' Guild, qu'il préside, et crée une école de direction d'orchestre à l'université de Virginie-Occidentale en 1981, qui passe à l'université de Caroline du Sud en 1987,.
Il est professeur de direction à la Hartt School of Music à partir de 1990 et est directeur du concours de direction d'orchestre Stokowski en 1994.
Au cours de sa carrière, Harold Farberman reçoit de nombreux prix et commandes d'institutions telles que le National Endowment for the Arts, les conseils des arts des États du Colorado et de New York, l'Orchestre symphonique de Denver, le Stuttgart Chamber Ensemble et le Quatuor Lenox.
À la baguette, il est chef invité principal de l'Orchestre symphonique de Denver et du Bournemouth Sinfonietta et dirige régulièrement des orchestres scandinaves et britanniques, tels le New Philharmonia Orchestra, le BBC Symphony Orchestra, le London Symphony Orchestra et le Royal Philharmonic Orchestra.
Au disque, Harold Farberman a enregistré les symphonies de Ives pour Vanguard, l'intégrale des symphonies de Gustav Mahler avec l'Orchestre symphonique de Londres et les symphonies de Michael Haydn avec le Bournemouth Sinfonietta chez Vox, et la Symphonie no 3 « Ilya Mouromets » de Reinhold Glière pour Unicorn-Kanchana, notamment,,.
Comme compositeur, il « cultive souvent le langage du jazz et du rock » dans sa musique. Il a composé un opéra expressionniste, Medea, des pièces pour percussion, des œuvres mixtes et de la musique de film.
Il est l'auteur de The Art of Conducting Technique : a New Perspective (Miami, 1997).
Harold Farberman meurt le 24 novembre 2018, à l'âge de 89 ans,.

## Œuvres
Parmi ses œuvres, figurent :
- Medea, opéra rock (Boston, 26 mars 1961) ;
- The Losers, opéra (New York, 26 mars 1971) ;
- Evolution pour soprano, cor et percussion (1954) ;
- Variations pour piano et percussion (1954) ;
- Paramount Concerto pour piano et orchestre ;
- Symphonie no 1 pour cordes et percussion (1956-1957) ;
- Greek Scene pour mezzo-soprano et orchestre (1957) ;
- Impressions pour hautbois, cordes et percussion (1959-1960) ;
- Progressions pour flûte, percussion et orchestre (1961) ;
- Concerto pour timbales (1962) ;
- Trio pour violon, piano et percussion (1963) ;
- Concerto pour basson et orchestre à cordes ;
- 5 Images pour quintette de cuivres (1964) ;
- Elegy, Fanfare and March pour orchestre (1964-1965) ;
- Concerto pour saxophone et orchestre à cordes (1965) ;
- If Music Be pour chanteur de jazz, groupe rock et orchestre (1969) ;
- Pilgrim's Progress pour orgue de jazz et orchestre (1969) ;
- There's Us, There's Them... Together ? pour voix, combo de jazz et orchestre ;
- Initiation Ballet pour quatuor de jazz et orchestre (tiré de l'opéra The Losers) ;
- Concerto pour violon (1972) ;
- War Cry on a Prayer Feather pour soprano, baryton et orchestre (Colorado Springs, 11 novembre 1976) ;
- Duo pour cor anglais, cordes et percussion (1981) ;
- Shapings pour cor anglais, cordes et percussion (1984) ;
- A Summer's Day in Central Park pour orchestre (1987 ; New York, 21 janvier 1988).